# Vojnik (Sztaro Nagoricsane)
Vojnik (macedónul: Војник) település Észak-Macedóniában, az Északkeleti körzetben, Sztaro Nagoricsane községben.

## Népesség
| Lakosok száma | 121  | 144  | 165  | 129  | 114  | 86   | 87   | 61   | 68   |
|               | 1948 | 1953 | 1961 | 1971 | 1981 | 1991 | 1994 | 2002 | 2021 |

- 2002-ben 61 lakosa volt, akik közül 57 macedón, 3 szerb és 1 egyéb.